# 무안군 을
무안군 을은 대한민국의 옛 국회의원 선거구이다. 당시 전라남도 무안군의 일부 지역을 관할했다.

## 역사
제헌 국회의원 선거를 앞두고 무안군의 일부 지역을 관할하는 선거구로 신설되었다. 신설 당시 무안군 지도면, 임자면, 자은면, 비금면, 도초면, 흑산면, 하의면, 장산면, 안좌면, 암태면, 압해면을 관할했다.
제4대 국회의원 선거를 앞두고 지도면, 계자면, 압해면이 신설되는 무안군 병 선거구로 분구되었다.
제6대 국회의원 선거를 앞두고 무안군 갑, 을, 병 선거구가 통합되면서 무안군 단독 선거구를 이루게 됨에 따라 폐지되었다.

## 역대 국회의원
| 선거   | 정당 | 정당       | 의원   |
| ------ | ---- | ---------- | ------ |
| 1948년 |      | 한국민주당 | 장홍염 |
| 1950년 |      | 민주국민당 | 장홍염 |
| 1954년 |      | 자유당     | 유옥우 |
| 1958년 |      | 민주당     | 유옥우 |
| 1960년 |      | 민주당     | 유옥우 |

## 역대 선거 결과

### 대한민국 제헌 국회의원 선거
|  | 56.35% |

|  | 25.85% |

|  | 17.79% |

### 대한민국 제2대 국회의원 선거
|  | 18.93% |

|  | 16.00% |

|  | 14.58% |

|  | 13.82% |

|  | 12.37% |

|  | 12.13% |

|  | 10.70% |

|  | 1.42% |

### 대한민국 제3대 국회의원 선거
|  | 44.61% |

|  | 32.80% |

|  | 11.52% |

|  | 9.18% |

|  | 1.86% |

### 대한민국 제4대 국회의원 선거
|  | 50.26% |

|  | 36.19% |

|  | 13.54% |

### 대한민국 제5대 국회의원 선거
|  | 55.66% |

|  | 30.02% |

|  | 14.30% |